# جون بوردي
جون بوردي (بالإنجليزية: Jon Purdie)‏ هو لاعب كرة قدم ومدرب كرة قدم بريطاني في مركز نصف الجناح، ولد في 22 فبراير 1967 في Corby ‏ في المملكة المتحدة. لعب مع أكسفورد يونايتد وشروزبري تاون وكامبريدج يونايتد وكيدرمينستر هاريرز ونادي برينتفورد ونادي تشيلتنهام تاون ونادي تلفورد يونايتد ونادي ووستر سيتي ووولفرهامبتون واندررز.